# Bitwa pod Mantineją (418 p.n.e.)

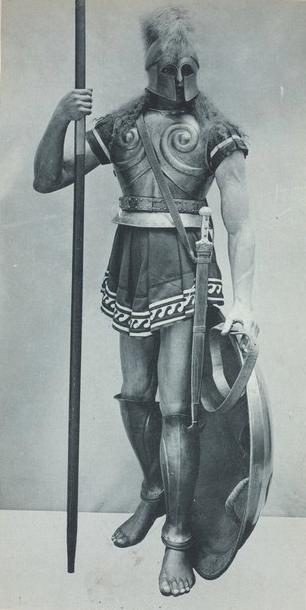
Spartański hoplita (rekonstrukcja)

Bitwa pod Mantineją – starcie zbrojne, które miało miejsce w roku 418 p.n.e. podczas II wojny peloponeskiej (431–404 p.n.e.).
W opinii greckiego historyka Tukidydesa była to jedna z największych bitew drugiej wojny peloponeskiej. Połączone armie Argos, Aten i Mantinei starły się w niej z wojskami sojuszu Sparty, Tegei i Arkadyjczyków.

## Siły przeciwników
Wojska Związku Peloponeskiego zebrane latem 418 r. p.n.e. na rozkaz króla Agisa w peloponeskim Flius miały być najwspanialsze ze znanych Tukidydesowi: sama armia lacedemońska liczyła 6000 hoplitów (w tym 5 tys. Spartiatów i periojków), wiele tysięcy lekkozbrojnych i ok. 400 konnych. Sprzymierzoną armię Związku Beockiego stanowiło 5000 hoplitów (w tym 300 Tebańczyków), tyluż lekkozbrojnych, 500 konnych i 500 pieszych towarzyszących konnicy. Poza Koryntem, który przysłał 2000 hoplitów, oddziały posiłkowe przybyły z Megary, Sykionu, Pellene, Flius, Epidauros i Arkadii (z kontyngentem wyborowej piechoty Tegei). Łącznie spartański głównodowodzący rozporządzał 20 tysiącami hoplitów, jeszcze większą liczbą lekkozbrojnych i niewielkim zgrupowaniem pomocniczej konnicy.  
Ich przeciwnicy dysponowali ok. 6 tysiącami hoplitów z Argos, 3 tysiącami z Elidy i tyloma z Mantinei oraz niewielkimi posiłkami z Kleonaj i Orneaj. Choć zupełnie brakowało im jazdy, siły koalicji argiwskiej dochodziły do 16 tysięcy i gdyby na czas dotarł silny kontyngent ateński, mogłyby dorównać liczebnie wojskom symmachii spartańskiej.

## Działania poprzedzające
Argejczycy już na wstępie zaprzepaścili szansę zablokowania Spartan i niedopuszczenia do połączenia wojsk ich symmachii w Flius. Nie udało im się również powstrzymanie niszczących działań wojsk Agisa na równinie argejskiej i w końcu sami zostali tam osaczeni przez trzy kolumny jego przeważających sił. Podjęte w tych okolicznościach pertraktacje pokojowe poskutkowały zawarciem zawieszenia broni na 4 miesiące, co doprowadziło do wybuchu niezadowolenia (zwłaszcza wśród sojuszników) w obydwu obozach konfliktu. Zwrot w sytuacji spowodowało przybycie posiłków ateńskich (tysiąc hoplitów i 300 konnych), z którymi po krótkim oblężeniu zdobyto arkadyjskie Orchomenos, a następnie (bez Elejczyków) wyruszono pod Tegeę. Wydarzenia te wywołały po stronie spartańskiej ponowną mobilizację sił, które skierowały się najpierw pod Tegeę (gdzie przyłączyli się sojusznicy arkadyjscy), a następnie pod Mantineję.
Ponieważ argejscy wodzowie wcześniej zajęli tam silną pozycję obronną na wzgórzu, Agis zbliżywszy się, chwilowo wycofał przezornie swe wojska, oczekując też możliwych sojuszniczych posiłków. Tymczasem w obawie przed tym wsparciem, przeciwnicy rezygnując z defensywnej taktyki, następnego dnia zeszli na równinę i rozwinęli się w szyku bojowym chcąc prędzej doprowadzić do starcia.        

## Bitwa
Na prawym skrzydle z Mantinejczykami stanęło tysiąc doborowych hoplitów argejskich, w centrum – pozostali Argejczycy, na lewym skrzydle – oddziały z Kleonaj, Orneaj oraz kontyngent Ateńczyków z własną konnicą, łącznie niemal 10 tysięcy hoplitów. Zaskoczyli oni nieprzygotowanego nieprzyjaciela w marszu, z którego sprawnie przeszedł on jednak w szyk bojowy, rozmieszczając na skrzydle lewym lacedemońskich Skirytów i neodamodów, ze Spartanami w centrum oraz na prawym skrzydle obok Tegeatów. Śpiewając pieśni wojenne, zwarty szyk wojsk Agisa, głęboki na ośmiu ludzi, w powolnym tempie wyruszył do natarcia przy dźwiękach fletów.   

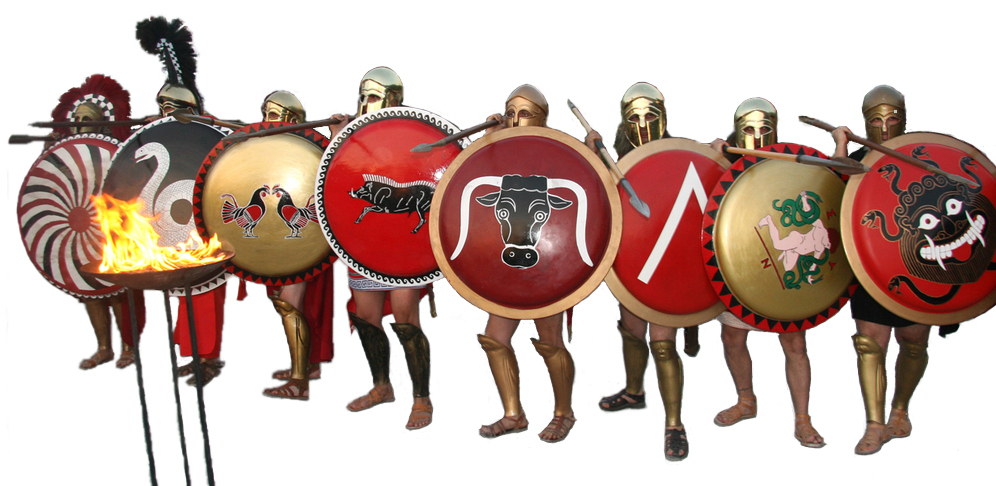
Szyk falangi z wzajemnym kryciem hoplitów tarczami

Starcie rozpoczęło się od szybkiego i gwałtownego ataku Ateńczyków oraz ich sprzymierzeńców. Swoisty sposób walki hoplitów sprawił, że w ruchu linia frontu po obu stronach uległa przesunięciu w prawo, co doprowadziło do wysunięcia prawych skrzydeł poza przeciwległe skrzydło przeciwnika. Przy próbie naprawienia tej rozbieżności przypadkowy błąd taktyczny spowodował rozerwanie szyku lacedemońskiego i wdarcie się w lukę Mantinejczyków wraz z Argejczykami, którzy zaczęli spychać lewe skrzydło nieprzyjaciół, przedzierając się aż do ich taborów. Nie naruszyło to jednak centrum i prawej strony szyku posuwających się naprzód przeciwników, gdzie przed nieustępliwą spartańską falangą zaczęły ustępować w rosnącym popłochu szeregi nieprzyjaciela. Zatoczywszy swym prawym skrzydłem łuk, by z flanki uderzyć na skrajnych Ateńczyków, spartański dowódca zawrócił następnie całym frontem i natarł na zwycięskich dotąd Mantinejczyków i Argejczyków, którzy również złamali szyk i rzucili się do ucieczki. Pościg zwycięzców trwał niedługo, gdyż to oni pozostali na polu walki przy stosunkowo niewielkich stratach własnych.
Spartanie i ich sojusznicy odnieśli znaczące zwycięstwo. Po walce wznieśli pomnik i odarli nieprzyjacielskie trupy (zwrócone następnie na mocy rozejmu), wycofując się na ziemie Tegeatów dla pochowania własnych poległych. Drugi ze spartańskich królów, Plejstoanaks prowadzący na północ oddziały posiłkowe, zawrócił z nimi do kraju. Zginęło około 300 Lacedemończyków, 700 Argejczyków, 200 Mantinejczyków i 200 Ateńczyków.

## Następstwa
Wynik bitwy był rehabilitacją Spartan i oznaczał przywrócenie ich militarnego autorytetu w świecie greckim. Argos zawarło z nimi pokój i 50-letnie przymierze, z wykluczeniem Aten z uczestnictwa w sprawach peloponeskich. Mantineja ponownie przyłączyła się do Symmachii Spartańskiej, do koalicji przystąpił macedoński król Perdikkas i państewka na Chalkidyce. Ponadto w Argos doprowadzono do przewrotu, przywracając tam władzę niechętnych Atenom oligarchów. Na początku 417 p.n.e. Spartanie umocnili też oligarchiczne rządy w Sykionie i Achai. Silnemu osłabieniu uległa polityczna pozycja Aten, podczas gdy z umocnionej Sparty zdjęte zostało odium, jakie w Grecji przylgnęło do niej po przegranej i haniebnej kapitulacji na Sfakterii.